# Landgoed Dordwijk

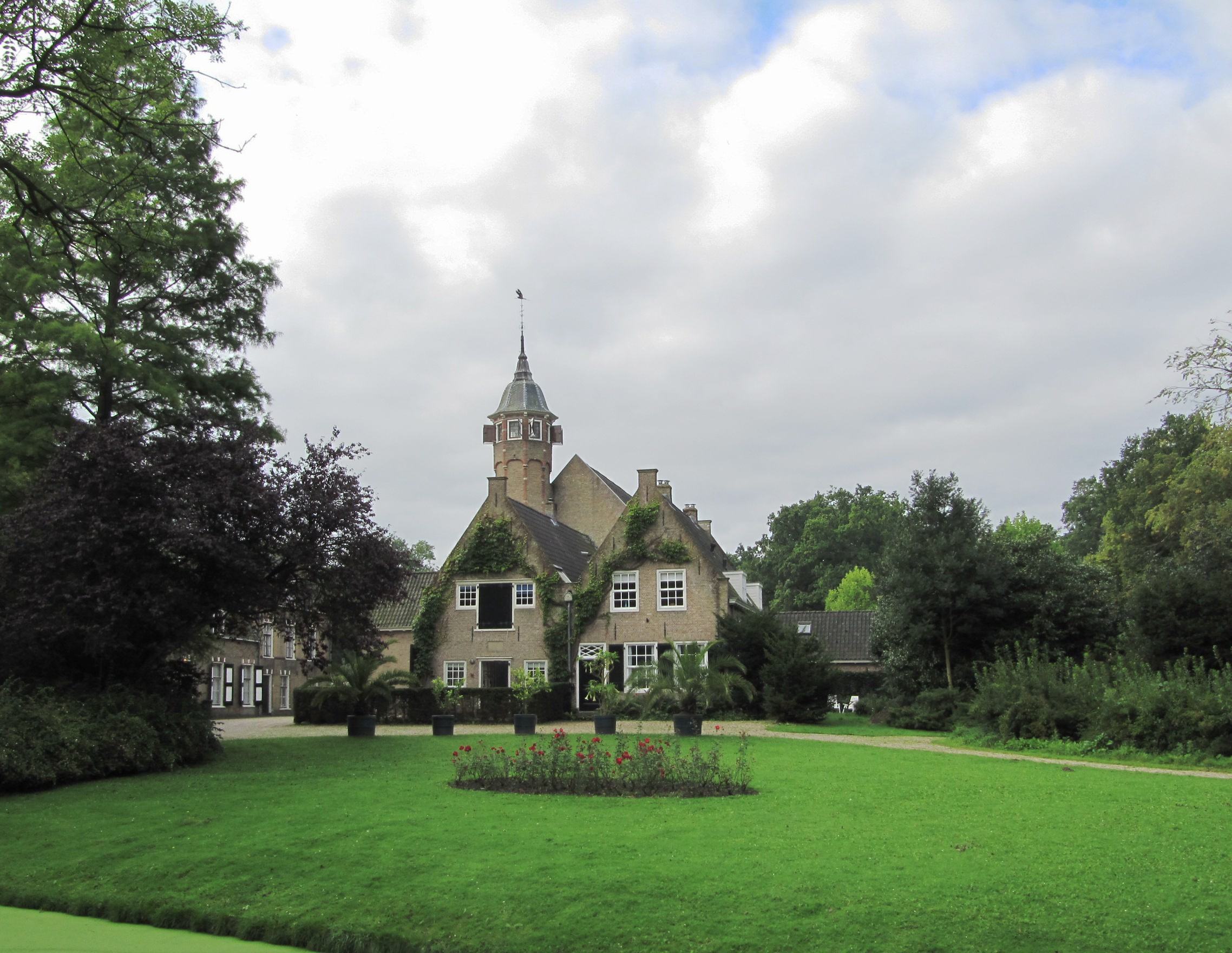
Kasteelboerderij

Landgoed Dordwijk is een landgoed ten zuiden van Dordrecht, in de Nederlandse provincie Zuid-Holland. Dordwijk, destijds ook bekend als het Torensteedje, werd rond 1635 als buitenplaats aangelegd. Bij de toegang tot het landgoed staat een kasteelboerderij, deels nog daterend uit de stichtingstijd. 
Halverwege de negentiende eeuw werd dit buiten door J.D. Zocher jr. omgevormd tot een park in Engelse landschapsstijl. In die tijd zijn enkele nieuwe gebouwen in het park neergezet: huize Dordwijk (1855), de Oranjerie (1861), een tuinmanswoning (1861) en enkele schuren.

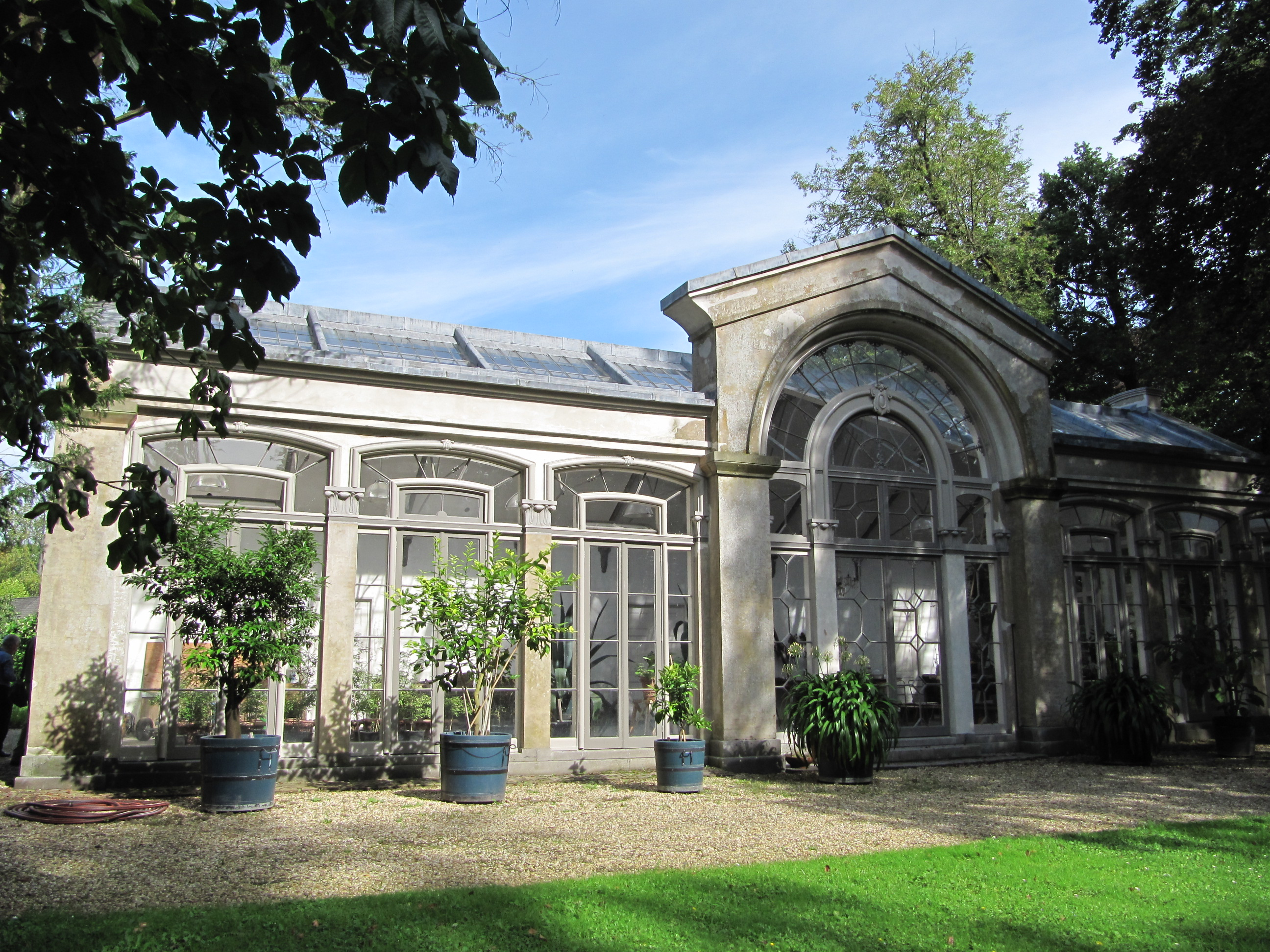
Oranjerie

De Oranjerie en huize Dordwijk zijn in eclectische stijl gebouwd, waarbij huize Dordwijk ook enkele invloeden van de chaletstijl bezit. In 1892 werd in het park de villa Sorghvliet gebouwd. Ook deze villa is in eclectische stijl met invloeden van de chaletstijl gebouwd. De bebouwing vormt een harmonieus geheel met het door Zocher aangelegde park. Landgoed Dordwijk wordt ontsloten door een oprijlaan die is afgesloten met een smeed/gietijzeren toegangshek. 
Van de vele buitenplaatsen op het Eiland van Dordrecht is Landgoed Dordwijk als enige zo gaaf bewaard gebleven. In zijn verschijningsvorm vertegenwoordigt het een unieke cultuurhistorisch-landschappelijke waarde. Hierbij zijn zowel de objecten op het terrein afzonderlijk als in samenhang met het grotere geheel van een grote zeldzaamheid.
Van 1976 tot 1995 was Dordwijk een natuurreservaat en werd het beheerd door Staatsbosbeheer. Dit landgoed is nu eigendom van de Stichting Dordwijk B.V. Landgoed Dordwijk is nog steeds een voor het publiek gesloten gebied, alleen onder leiding van het IVN is het mogelijk om een excursie mee te maken door dit unieke stukje natuur op het Eiland van Dordrecht.